# Міллер (Міссурі)
Міллер (англ. Miller) — місто (англ. city) в США, в окрузі Лоуренс штату Міссурі. Населення — 704 особи (2020).

## Географія
Міллер розташований за координатами 37°12′54″ пн. ш. 93°50′27″ зх. д. / 37.21500° пн. ш. 93.84083° зх. д. (37.215137, -93.840972).  За даними Бюро перепису населення США в 2010 році місто мало площу 1,97 км², з яких 1,97 км² — суходіл та 0,00 км² — водойми.

## Демографія
Згідно з переписом 2010 року, у місті мешкало 699 осіб у 290 домогосподарствах у складі 173 родин. Густота населення становила 355 осіб/км².  Було 363 помешкання (184/км²).
Расовий склад населення:
| - 97,6 % — білих - 0,4 % — азіатів - 0,3 % — корінних американців - 0,3 % — чорних або афроамериканців |

До двох чи більше рас належало 0,6 %. Частка іспаномовних становила 2,9 % від усіх жителів.
За віковим діапазоном населення розподілялося таким чином: 27,6 % — особи молодші 18 років, 56,9 % — особи у віці 18—64 років, 15,5 % — особи у віці 65 років та старші. Медіана віку мешканця становила 36,6 року. На 100 осіб жіночої статі у місті припадало 104,4 чоловіків;  на 100 жінок у віці від 18 років та старших — 99,2 чоловіків також старших 18 років.
Середній дохід на одне домашнє господарство  становив 39 193 долари США (медіана — 35 052), а середній дохід на одну сім'ю — 44 209 доларів (медіана — 40 938). Медіана доходів становила 40 132 долари для чоловіків та 23 235 доларів для жінок. За межею бідності перебувало 16,3 % осіб, у тому числі 22,5 % дітей у віці до 18 років та 14,4 % осіб у віці 65 років та старших.
Цивільне працевлаштоване населення становило 293 особи. Основні галузі зайнятості: науковці, спеціалісти, менеджери — 15,0 %, освіта, охорона здоров'я та соціальна допомога — 14,7 %, виробництво — 13,3 %.